# Inverterska klima
Inverterska klima je klimatska naprava, pri kateri se spreminja (kontrolira) hitrost kompresorja odvisno od temperature. Tradicionalne klimatske naprave delujejo tako, da kompresor deluje pri polni moči, ko se doseže želena temperatura se ustavi. Tako kompresor deluje pri polni moči ali pa je povsem ustavljen. Inverterske klime spreminjajo vrtljaje kompresorja in tako spreminjajo tok hladilnega sredstva, npr. če ni velike potrebe po hlajenju kompresor deluje pri manjših obratih. Tako lahko inverterska klima deluje pri delnih močeh.
Inverterske klime uporabljajo napravo za spreminjanje frekvence izmeničnega toka (VFD - Variable Frequency Drive). Najprej se izmenični tok iz omrežja (50 Hz) v usmerniku pretvori v enosmernega. Potem se ta tok spet pretvori v izmeničnega, vendar drugačne frekvence - frekvenca je odvisna od potrebe klimatske naprave. Ker je hitrost vrtenja električnega motorja (brezkrtačnega ali indukcijskega) odvisna od frekvence izmeničnega toka, se tako kompresor lahko vrti pri različnih vrtljajih.
Inverterske klime imajo mikrokontroler, ki kontrolira hitrost kompresorja glede na temperaturo. Inverterske klime so dražje za izdelavo, vendar pa lahko zmanjšajo porabo električne energije tudi do 30% - odvisno od režima delovanja.Ker se zmanjša število ciklov (vklopov in izklopov) imajo tudi daljšo življenjsko dobo.
Klimatske naprave so v bistvu toplotne črpalke, lahko grejejo ali pa ohlajajo. Inverterske klime imajo boljše sposobnosti v obeh režimih delovanja. Klime bolj efektivno ogrevanjo kot npr. električni uporovni grelci, porabljajo samo tretjino električne energije za isto dovedeno toploto. Klima po navadi porablja 1000 vatov energije in dovaja 3000 vatov toplotne energije - medtem ko električni grelec, ki porablja 1000 vatov, dovaja samo 1000 vatov toplotne energije.